# فرانک لسر
فرانک لِـسِـر (انگلیسی: Frank Loesser; ‎/ˈlɛsər/‎;؛ ۲۹ ژوئن ۱۹۱۰ – ۲۸ ژوئیهٔ ۱۹۶۹) یک آهنگساز و ترانه‌سرا مشهور اهل ایالات متحده آمریکا بود. وی بین سال‌های ۱۹۳۶ تا ۱۹۶۹ میلادی فعالیت می‌کرد.
پدرش «هنری لسر «یک نوازنده پیانو بود و مادرش «یولیا ارلیش» نام داشت. او با آنکه دیپلم دبیرستان نداشت، اما در سال ۱۹۲۴ میلادی به سیتی کالج نیویورک رفت و یکسال بعد به دلیل مردود شدن در تمامیِ واحدهای درسی (بجز زبان انگلیسی و ورزش) از آنجا اخراج شد.
او ترانه‌های بسیاری برای نمایش‌نامه‌ها و فیلم‌های مختلف نوشته‌است که برخی از آنها بعدها، الگوی ترانه‌نویسی شدند.
فرانک لِـسِـر طی دوران حرفه‌ای خود برندهٔ جوایز گوناگونی شد که از آن میان می‌توان به «جایزه اسکار بهترین ترانه» (۱۹۴۹)، «جایزه گرمی»، «جایزه تونی» و «جایزهٔ پولیتزر هنرهای نمایشی» اشاره کرد.
از فیلم‌ها یا مجموعه‌های تلویزیونی که وی در آن‌ها نقش داشته‌است می‌توان به تورتیلا فلت اشاره نمود.